# أم العمد (حيفا)
أم العمد (فالدهايم، Waldheim)، هي قرية فلسطينية كانت تقع على بعد 18 كم جنوب شرقيّ حيفا، هُدمت وهجّر سكانها خلال عام 1948م.

## القرية قبل عام 1948
كانت القرية من ضمن القرى الّتي باعتها الحكومة العثمانيّة لتجّار بيروت وأغنياءها عام 1869، واشتراها تاجر من عائلة سرسق، وقد قال مؤلفا ولاية بيروت-القسم الجنوبيّ:
«في عام 1907 م ابتاع المستعمرون الألمان في حيفا من بني سرسق وآل تويني قريتيّ بيت لحم الجليلية وأم العمد في جوار الناصرة ويسكن في كلّ قرية 12 أسرة»
وأقيمت المستعمرة الألمانية «فالدهايم» (بالألمانية: Waldheim) إلى الغرب من بيت لحم الجليلية على موقع أم العمد.

### كنيسة فالدهايم
في مركز القرية تقع كنيسة إنجيليّة بُنيت عام 1916، الكنيسة مبنيّة على الطراز المعماريّ القوطيّ الحديث حيث بُنيت الكنيسة من حجارة وادي الملك النابع من منطقة صفورية على مشارف الناصرة.

## السكان
قُدّر عدد سكانها عام 1922 بحوالي 128 نسمة، وفي عام 1931م 231 نسمة، منهم 163 مسلماً و68 مسيحيّاً، وكانوا 123 من الذكور و108 الإناث، وارتفع عدد السكان عام 1945م إلى 260 نسمة.

## موقع أم العمد وأراضيها
بلغت مساحة أراضيها 9100 دونم، منها 102 دونم كانت مساحة القرية نفسها و317 للطرق والوديان، وغُرس الزيتون فيها في 85 دونمًا.
تحتوي أم العمد على مدافن ومغر منقورة في الصحر، ومن المواقع المجاورة لها:
1. خربة الحوارة: تقع جنوب شرقيّ القرية وهي ذات موقع قرية «هيريبا» الرومانيّة. هذه الخربة تحوي آثار الأعمدة والأنقاض اليوم.
2. خربة المزرعة: تقع غربيّ القرية.
3. خربة قسطة: تقع شماليّ القرية.
4. خربة بسمة: تقع شمال غربيّ قسطة.
5. تلّ الخضيرة: جنوب شرقيّ القرية وتعلو 180 م عن سطح البحر.

## احتلال أم العمد والقرية اليوم

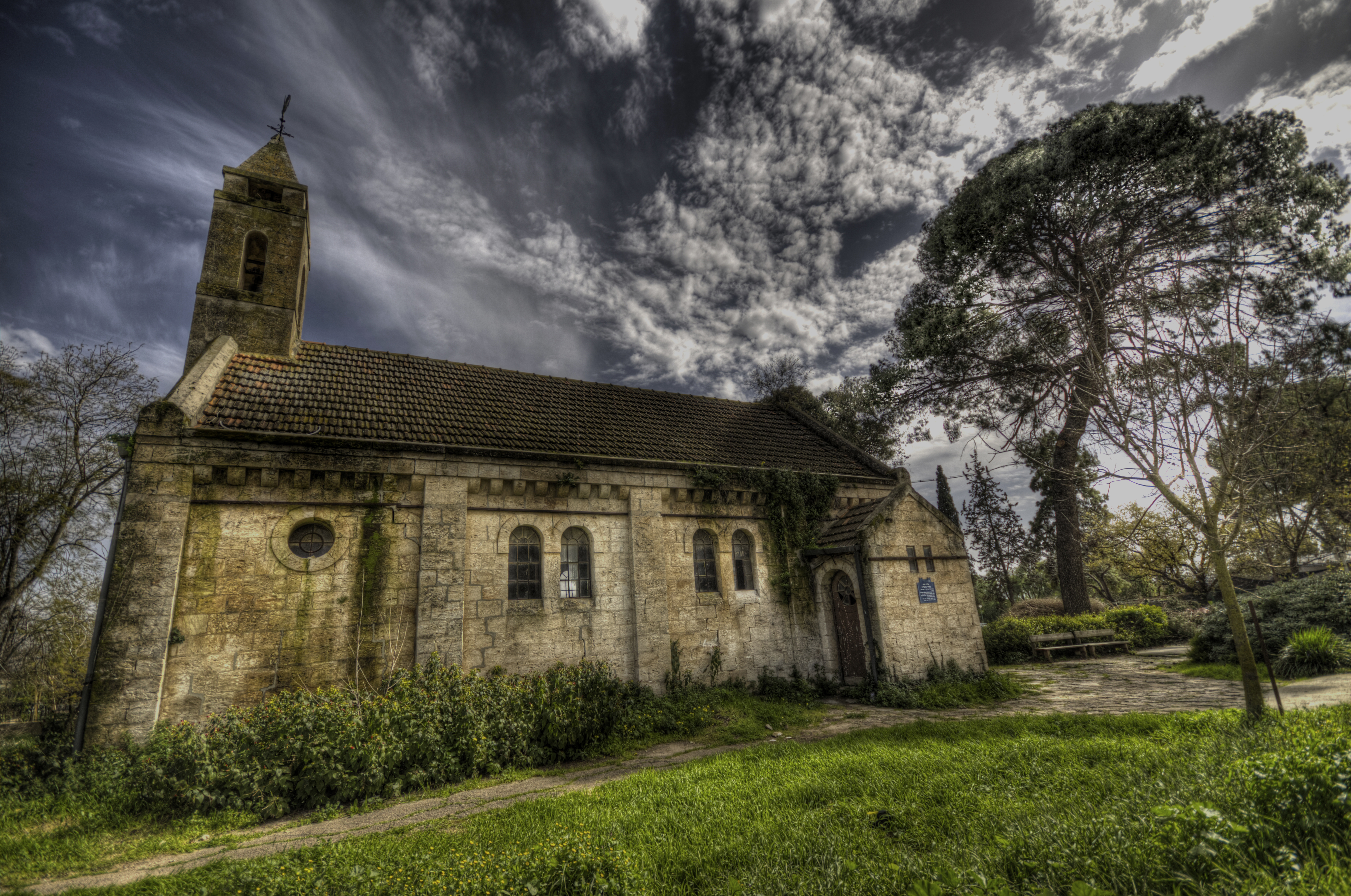
كنيسة إنجيليّة بُنيت عام 1916 من قبل المشترين الالمان

احتُلّت وحدات الهاغاناه القرية عام 1948، وأقام الصهاينة على أراضيها مستعمرة ألوني أبا [الإنجليزية]، التي بلغ عدد سكانها وكان بها عام 1961 م حوالي 203 نسمة من اليهود، ويبلغ عدد سكانها حسب أرقام العام 2018 الـ 991 نسمة (حتّى عام 2018). ما زال مبنى الكنيسة قائماً فيها، وقد اُستعمل مركزا ثقافيا منذ عام 1948 حتى عام 1971 وأُهملت بعد ذلك، وفي عام 2011 قُرّر ترميم الكنيسة واستعمال المبنى قاعةً للحفلات والمناسبات.